# Riddler's Revenge

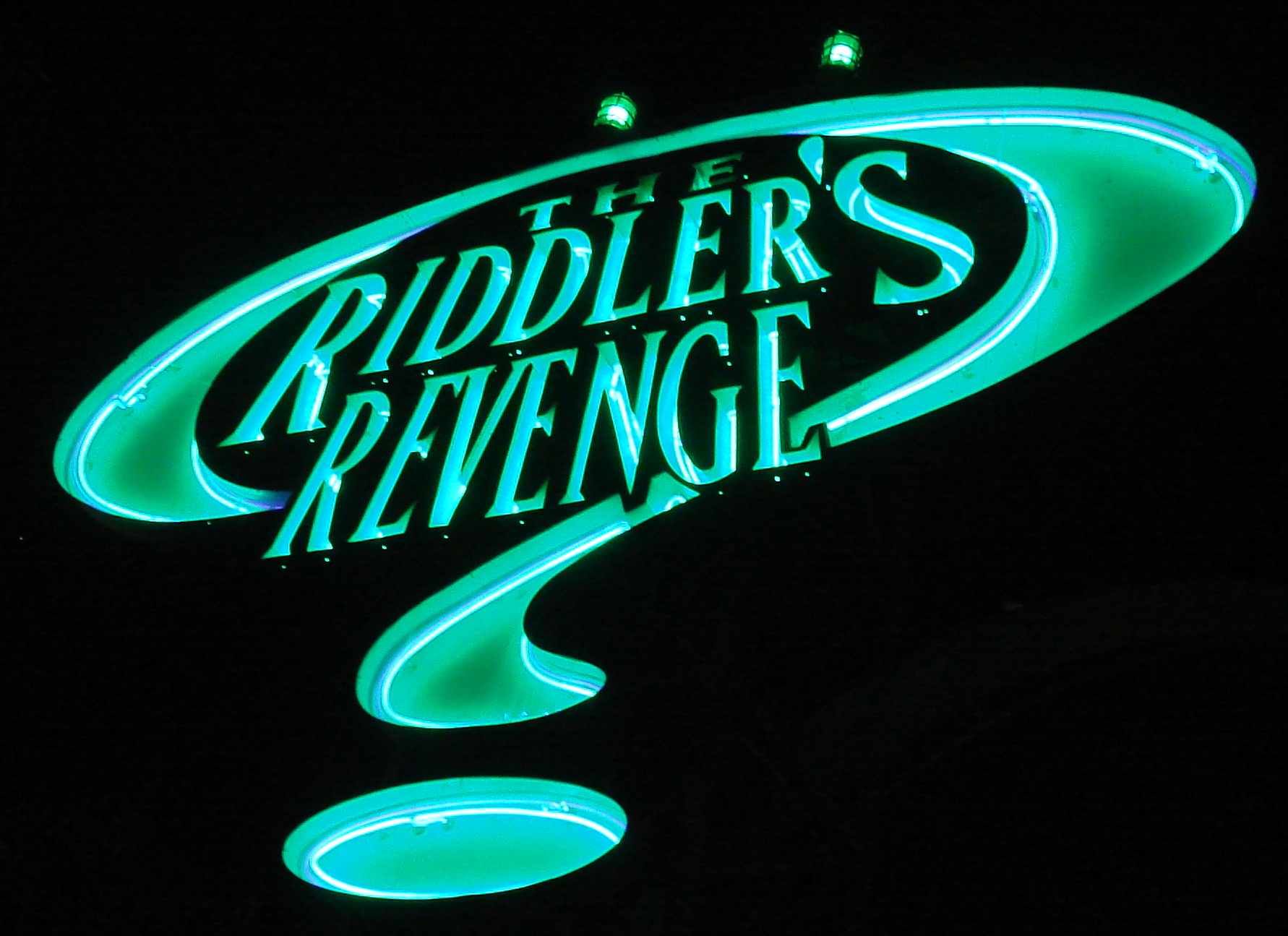
Riddler's Revenge-logo bij nacht

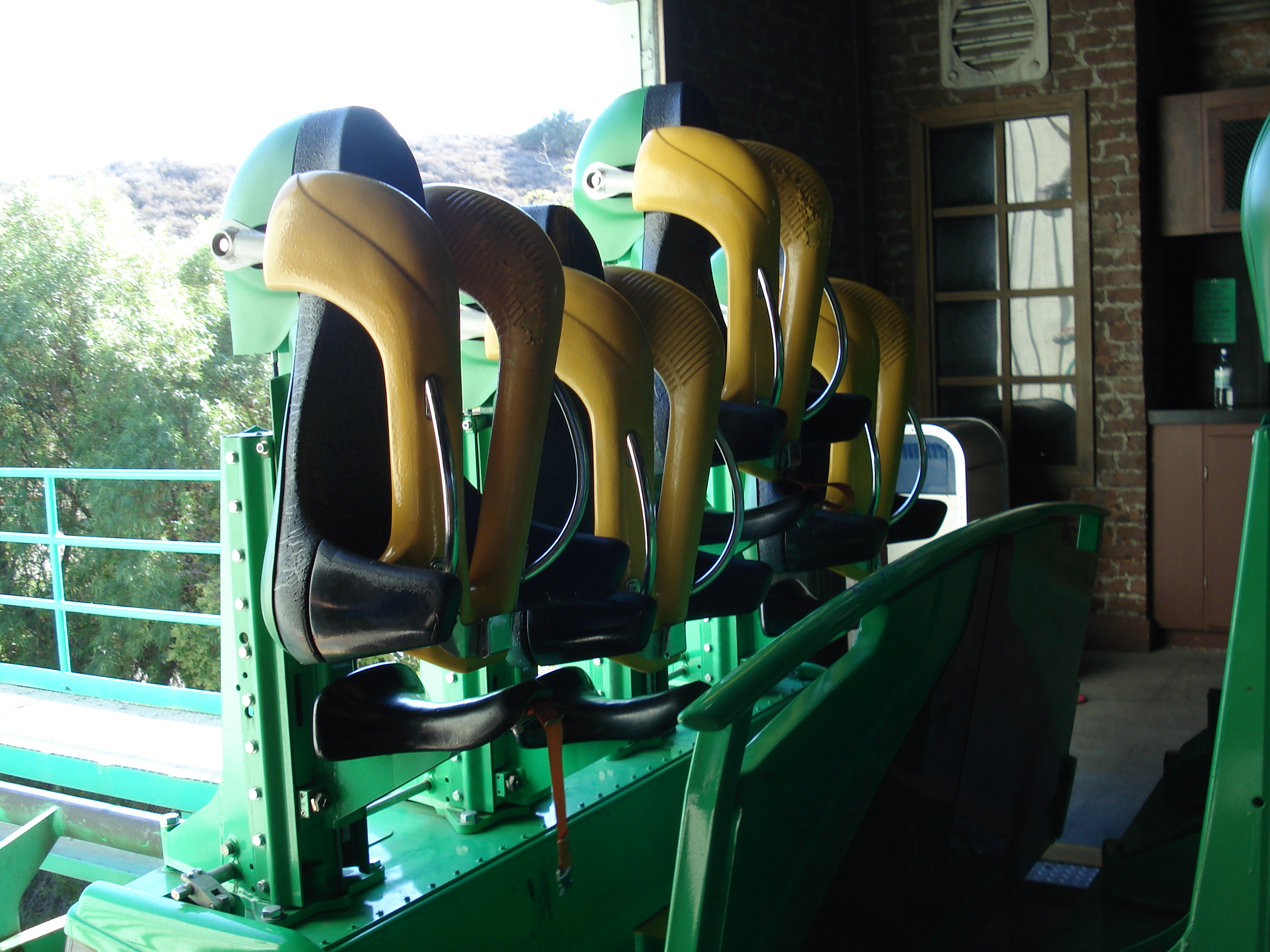
Trein met verstelbare beugels

Riddler's Revenge is een staande achtbaan in Six Flags Magic Mountain. Riddler's Revenge werd op 4 april 1998 geopend en is sindsdien de snelste en hoogste staande achtbaan ter wereld. Hiernaast werden nóg andere records gevestigd voor staande achtbanen: de grootste daling (45 m), de baanlengte (1332 m) en het aantal inversies (6). Alle records overtroffen de eigenschappen van Chang in Six Flags Kentucky Kingdom, welke een jaar eerder geopend werd.

## Algemene informatie
Riddler's Revenge is gebouwd door Bolliger & Mabillard en ontworpen door Werner Stengel van Ingenieur Büro Stengel. De maximale capaciteit is 1610 bezoekers per uur en de kostprijs was 14 miljoen dollar.
Omdat de Riddler de aartsvijand van Batman is staat Riddler's Revenge naast Batman: The Ride achter in het park in het filmdistrict.
Om te voorkomen dat mensen uit de treintjes vallen tijdens de rit is er buiten een schouderbeugel ook een soort in hoogte verstelbaar fietszadel aanwezig, zodat naar beneden glijden niet mogelijk is.

## Technische gegevens
- Baanlengte: 1332 meter
- Hoogte: 47,5 meter
- Daling: 45 meter
- Inversies: 6 (1 looping, 2 duik loopings, 1 overhellende looping en 2 kurkentrekkers)
- Topsnelheid: 104.6 km/u
- G-kracht: 4,2 positief
- Aantal treinen: 3 treinen van elk 8 wagentjes met 4 staplaatsen naast elkaar; 32 passagiers totaal per trein

## Trivia
- De muziek die in het station gespeeld wordt, is "Ecuador" (Bruce Wayne Edit) van Sash!.